# Kävlinge landsfiskalsdistrikt
Kävlinge landsfiskalsdistrikt var 1918–1964 ett landsfiskalsdistrikt i Malmöhus län, bildat när Sveriges indelning i landsfiskalsdistrikt trädde i kraft den 1 januari 1918, enligt beslut den 7 september 1917. Den 1 januari 1965 avskaffades i Sverige samtliga landsfiskaler och landsfiskalsdistrikt, och deras arbetsuppgifter delades upp på de nyskapade indelningarna polisdistrikt, åklagardistrikt och kronofogdedistrikt.
Landsfiskalsdistriktet låg under länsstyrelsen i Malmöhus län.

## Ingående områden
När Sveriges nya indelning i landsfiskalsdistrikt trädde i kraft den 1 oktober 1941 (enligt kungörelsen den 28 juni 1941) tillfördes kommunerna Remmarlöv, Virke och Västra Sallerup från Eslövs landsfiskalsdistrikt. Den 1 januari 1946 ombildades Kävlinge landskommun till Kävlinge köping. När Sveriges nya indelning i landsfiskalsdistrikt trädde i kraft den 1 januari 1952 (enligt kungörelsen 1 juni 1951) ändrades distriktets indelning dels genom kommunreformen 1952, dels genom införlivande av områden från närliggande distrikt.

### Från 1918
Harjagers härad:
- Barsebäcks landskommun
- Dagstorps landskommun
- Hofterups landskommun
- Högs landskommun
- Lilla Harrie landskommun
- Kävlinge landskommun
- Löddeköpinge landskommun
- Saxtorps landskommun
- Stora Harrie landskommun
- Södervidinge landskommun
- Västra Karaby landskommun
- Örtofta landskommun

Onsjö härad:
- Annelövs landskommun

### Från 1 oktober 1941
Harjagers härad:
- Barsebäcks landskommun
- Dagstorps landskommun
- Hofterups landskommun
- Högs landskommun
- Lilla Harrie landskommun
- Kävlinge landskommun
- Löddeköpinge landskommun
- Remmarlövs landskommun
- Saxtorps landskommun
- Stora Harrie landskommun
- Södervidinge landskommun
- Virke landskommun
- Västra Karaby landskommun
- Västra Sallerups landskommun
- Örtofta landskommun

Onsjö härad:
- Annelövs landskommun

### Från 1946
Harjagers härad:
- Barsebäcks landskommun
- Dagstorps landskommun
- Hofterups landskommun
- Högs landskommun
- Lilla Harrie landskommun
- Kävlinge köping
- Löddeköpinge landskommun
- Remmarlövs landskommun
- Saxtorps landskommun
- Stora Harrie landskommun
- Södervidinge landskommun
- Virke landskommun
- Västra Karaby landskommun
- Västra Sallerups landskommun
- Örtofta landskommun

Onsjö härad:
- Annelövs landskommun

### Från 1 januari 1952
- Dösjebro landskommun
- Harrie landskommun
- Kävlinge köping
- Löddeköpinge landskommun